# Joan Oller i Rabassa
Joan Oller i Rabassa (Barcelona, 21 de maig de 1882 - Barcelona, 21 de novembre de 1971) fou un novel·lista català, fill de Narcís Oller i de Moragas.

## Biografia
Exercí l'advocacia. Col·laborà a "La Renaixença", "Joventut" i "Garba", entre altres publicacions. Publicà el seu primer conte a "La Veu de Catalunya" el 1899. S'inicià amb novel·les menors, de to sentimental i ambient barceloní. Després conreà l'anàlisi psicològica, el realisme i un costumisme ciutadà. Quan mataven pels carrers (1930) —traduïda al francès—, és la seva novel·la més reeixida i parla de les lluites socials dels anys vint. A part de novel·les i contes també escriví una biografia de Víctor Català i obres de teatre.
El 1907 va guanyar el premi extraordinari de la Copa Artística als Jocs Florals de Barcelona per l'obra La carretera. A més, en va ser secretari el 1914 i mantenidor el 1934.

## Obres

### Novel·la
- La rosella (1904)
- L'estàtua (1917)
- Quan mataven pels carrers (1930), premi Fastenrath
- La barca d'Isis (1933)
- Amb el bec i amb les dents (1936)
- Home endins (1952)
- La història d'uns secrets (1953)
- La maltempsada (1962), sobre la guerra civil espanyola
- El serpent de Laocoont (1964), premi Fastenrath[4]
- Complexos diabòlics (1972), Premi Inmortal Ciudad de Gerona[5]

Obres presentades als Jocs Florals de Barcelona
- La carretera (1907), premi extraordinari de la Copa Artística
- El capità Carrasca. Silueta d'un excentric (1916)
- Els amors de la Perruni. Una gosseta (1916)

### Contes
- Qui presum, fa fum (1954)
- Sis narracions (1970)

### Biografia
- Víctor Català (1967)

### Teatre
- El bucaner braç de foc
- La carrossa de la cuinera
- Uns duros sevillanos

## Fons personal
El seu fons personal es conserva a l'Arxiu Nacional de Catalunya. El fons conté, fonamentalment, la correspondència rebuda per Joan Oller i Rabassa en el desenvolupament de l'advocacia. Inclou rebuts i altres documents de treball.